# Taarnby vandforsyning
Tårnby Forsyning er et kommunalt ejet forsyningsselskab, som er ejet af Tårnby Kommune. Selskabet blev oprettet i 2010 og leverer drikkevand, fjernvarme, fjernkøl og håndterer spildevand til Tårnbys borgere og virksomheder. Tårnby Forsyning har to lokationer - den ene er på Gemmas Alle 36, hvor vandværket og administrationen ligger, mens den anden lokation er i Kastrup Strandpark 22, hvor renseanlægget ligger.

## Vand
Tårnby Forsynings vandværk ligger på Gemmas Alle, hvor det har ligget siden 1929. Tårnby Forsyning har en indvindingstilladelse på 800.000 m3/år, men selskabet køber op imod 2.500.000 m3 fra HOFOR.

## Spildevand
På renseanlægget i Kastrup Strandpark ender alt spildevandet fra kloakkerne, hvorefter det gennemgår en grundig renseproces. Udover renseprocessen så er det også herfra, at vedligeholdelsen af kloakkerne sker. 

## Fjernvarme
Der er gang i en stor udbygning af fjernvarmenettet i Tårnby. Op imod 8000 husstande vil i de kommende år blive tilbudt at komme på fjernvarmenettet. I forvejen bliver omkring af indbyggerne i kommunen forsynet med fjernvarme. De fleste etageejendomme i kommunen har haft fjernvarme i mange år, men nu er det parcelhuskvarterne som skal forsynes med fjernvarme.

## Fjernkøl
Tårnby Forsyning har etableret et fjernkølesystem, der på en smart måde udnytter fjernkølingens synergier med fjernvarmen, el-systemet, spildevandsanlægget og grundvandet. Fjernkølesystemet er forankret i en energicentral på renseanlægget ved Kastrup Strandpark.

## Om selskabet
Tårnby Forsyning består af seks aktieselskaber. Et holdingselskab TÅRNBYFORSYNING A/S, der ejes af Tårnby Kommune. Selskabet ejer de øvrige fem selskaber: TÅRNBYFORSYNING Service A/S, TÅRNBYFORSYNING Varme A/S, TÅRNBYFORSYNING Køl A/S, TÅRNBYFORSYNING Vand A/S samt TÅRNBYFORSYNING Spildevand A/S. Derudover er der i 2023 etableret et selskab, der skal stå for udrulningen af fjernvarme i Dragør Kommune, TÅRNBYFORSYNING DRAGØR FJERNVARME.

## Eksterne lenker
- Tårnby Forsyning A/S

|  | Denne artikel om en bygning eller et bygningsværk kan blive bedre, hvis der indsættes et (bedre) billede. Du kan hjælpe ved at afsøge Wikimedia Commons for et passende billede eller lægge et op på Wikimedia Commons med en af de tilladte licenser og indsætte det i artiklen. |

|  | Denne artikel kan blive bedre, hvis der indsættes geografiske koordinater Denne artikel omhandler et emne, som har en geografisk lokation. Du kan hjælpe ved at indsætte koordinater i wikidata. |